# Felip Puig
Felip Puig Godes (Barcelona, 11 de octubre de 1958) es un político español, exdiputado al Parlamento de Cataluña por la provincia de Barcelona. Es ingeniero de caminos, canales y puertos por la Universidad Politécnica de Cataluña y licenciado en Administración de Empresas.[cita requerida]

## Biografía
Inició su carrera política en el Ayuntamiento de Parets, del cual fue concejal. Posteriormente ocupó diversos cargos durante los gobiernos de Convergència i Unió en la Generalidad de Cataluña, destacando el de Consejero de Medio Ambiente y el de Política Territorial y Obras Públicas.
Diputado de la VII, VIII, IX y X legislaturas del Parlamento de Cataluña por Barcelona; causó baja en 2013.

## Controversias

### Hundimiento del Carmel
Felip Puig fue relacionado con el hundimiento del túnel de metro del Carmel el día 27 de enero de 2005, hecho que se produjo al poco tiempo de haber entrado al gobierno Pasqual Maragall, ya que la adjudicación de las obras se había decidido bajo su dirección en la Consejería de Política Territorial y Obras Públicas durante el mandato de Jordi Pujol.

### El caso del "3%"
Puig llegó a copar 41 cargos consecutivamente, estuvo en el centro de la tormenta política generada por el presidente Pasqual Maragall en el hemiciclo en marzo de 2005, cuando éste denunció que el problema de CIU "era el 3%". La cifra se refería al presunto cobro de comisiones ilegales a ADIGSA, que dependía del departamento controlado por Puig. Puig no estuvo imputado, aunque sí lo están cargos de su confianza, en un proceso en el que los constructores han declarado que la trama corrupta llegó a tarificar comisiones de hasta el 20%.

### Incidentes en laplaza de Cataluña

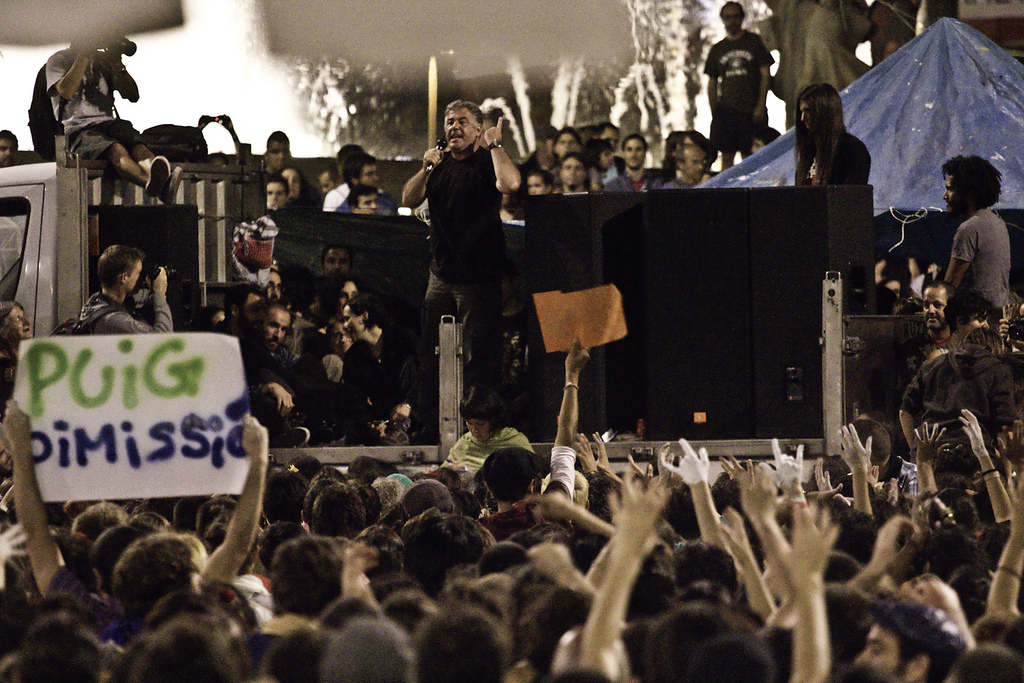
Asamblea del movimiento 15M en la plaza de Cataluña. Se puede observar una pancarta en catalán en la que se pide la dimisión de Puig

El 27 de mayo de 2011, tras el intento de desalojo por parte de los Mozos de Escuadra de la acampada en la plaza de Cataluña organizada a partir de las protestas del 15 de mayo, miles de personas solicitaron su destitución al ser el responsable directo. Puig afirma no haber ordenado un desalojo, pero grabaciones filtradas demuestran que las órdenes del comisario Joan Carles Molinero a las 7:40 eran "comenzar el desalojo" y "la prioridad es recoger la logística importante". A fecha de 7 de junio, Puig acumulaba siete denuncias y una querella por aquellos incidentes, incluyendo una denuncia de la  asamblea general de Sol (acampada de Madrid). En una comparecencia parlamentaria el 8 de junio, Puig declaró que la culpa de las cargas policiales la tuvo la agresividad de los indignados.